# ボストン (ベーカリー)
株式会社ボストンは、北海道札幌市手稲区に本社を置く製パン会社。主に札幌圏において「ボストンベイク」の屋号でベーカリーを展開する。

## 概要
1985年（昭和60年）、株式会社北欧（現：北欧STプラン）の設立者の一人である津田彰彦が創業。社名・店名の「ボストン」は、ヨーロッパから新天地を求めてアメリカ大陸に渡った人々が最初に到着した土地がボストンであったという史実を、株式会社北欧から独立して創業したことになぞらえたもの。
店舗には、緑の地色に金で「Bostonbake」の文字を浮き出させた看板を掲げる。低価格でボリュームのあるパンやサンドイッチに定評がある。直営の路面店やインストア店のほか、一部スーパーなどでも販売している。パンは毎日食べても飽きない味を意識し、北海道産小麦「ゆめちから」とカナダ産小麦「1CW（No.1 Canada Western Red Spring）」をメインに小麦本来の風味を楽しめるように配合し、湯種製法でもっちりとして自然な甘さとなるように加工し、低温の長時間発酵で柔らかさとしっとり感を出している（2022年時点）。
2021年（令和3年）1月8日、北東商事（タカハシグループ）が全株式を取得し子会社化した。人件費の上昇による利益率の低下や創業者の体力問題が譲渡の理由とされた。以降同年からサッポロドラッグストアーとパンを共同開発するなどベーカリー事業を強化している。

## 店舗

### ボストンベイク（ベーカリー）
- 本店（札幌市北区北18条西4丁目1番40号）
  - 工場併設。創業時はイートインコーナーがあったが、現在は作業スペースに充てられている。
- 屯田店（札幌市北区屯田8条4丁目5番28号 北海市場屯田店内）
- 新川店（札幌市北区新川3条6丁目487番地44号）
- 光星店（札幌市東区北13条東7丁目5番20号 マックスバリュ光星店内）
- 北17条店（札幌市東区北17条東16丁目1番10号 マックスバリュ元町店内）
- 北26条店（札幌市東区北26条東15丁目1番20号 マックスバリュ北26条店内）
- 北45条店（札幌市東区北45条東7丁目5番17号）
- 東苗穂店（札幌市東区東苗穂3条2丁目5番10号 DCM東苗穂店内）
  - イートインコーナーがある。
- 東雁来店（札幌市東区東雁来10条3丁目1番6号 ザ・ビッグ東雁来店内）
- 発寒店（札幌市西区発寒9条14丁目516番地3号 DCM発寒追分通店内）
- 手稲前田店（札幌市手稲区前田7条10丁目6番13号）
- 川沿店（札幌市南区川沿5条2丁目1番10号 北海市場川沿店内）
- 豊平店（札幌市豊平区豊平4条9丁目3番1号 ザ・ビッグ豊平店内）
- ラソラ店（札幌市白石区東札幌4条1丁目1番1号 マックスバリュ東札幌店内）
- 栄通店（札幌市白石区栄通19丁目11番43号 キャッツアイ栄通店内） - 2022年9月28日開業[6]。
- 南21条店（札幌市中央区南21条西8丁目2番20号）
- 南1条西10丁目店（札幌市中央区南1条西10丁目 有多エステートビル1階）
- 澄川店（札幌市南区澄川4条2丁目2番6号 マックスバリュ澄川店内）
- 里塚店（札幌市清田区里塚2条7丁目1番3号）
  - イートインコーナーがある。
- 西岡店（札幌市豊平区西岡3条7丁目1番 ザ・ビッグ西岡店内）
- 厚別南店（札幌市厚別区厚別南5丁目22番50号 マックスバリュ厚別店内）
- 厚別店（札幌市厚別区厚別東5条1丁目2番20号 DCM厚別東店内）
  - イートインコーナーがある。
- 厚別東店（札幌市厚別区厚別東1条1丁目3番1号 マックスバリュ厚別東店内）
- 江別店（江別市高砂町14番1号）
  - イートインコーナーがある。工場併設[9]。
- 岩見沢店（岩見沢市2条東12丁目3番1号 ザ・ビッグ岩見沢店内）[9]

### 過去の店舗
- 八味一心 - ボストンベイク新川店に併設する形で創業者の津田彰彦自らが手掛けたラーメン店[2][4]。ベーカリー事業強化のため2021年（令和3年）10月31日に閉店[8]。現在は新川店の工場拡張スペースに活用されている[8]。
- 南郷店（札幌市白石区栄通19丁目4番10号） - 2022年8月31日閉店、栄通店に移転[10]。
- 平岸店（札幌市豊平区平岸3条13丁目6番1号 マックスバリュ平岸店内） - 2022年8月31日閉店（マックスバリュ平岸店の閉店に伴う）。